# Jean-Marc Baylac
Pour les articles homonymes, voir Baylac.
Jean-Marc Marie Baylac est un homme politique français né le 19 avril 1766 à Muret (Haute-Garonne) et mort le 16 août 1836 au même lieu.

## Biographie
Négociant à Muret, il est député de la Haute-Garonne en 1815, pendant les Cent-Jours.

## Sources
- « Jean-Marc Baylac », dans Adolphe Robert et Gaston Cougny, Dictionnaire des parlementaires français, Edgar Bourloton, 1889-1891 [détail de l’édition]